# フェニックス通り (三重県津市)
フェニックス通り（フェニックスどおり）は、三重県津市なぎさまちから津市中央を結ぶ道路である。中央分離帯にフェニックスが植えられている。正式名称は津市道津港跡部線。
2005年（平成17年）のなぎさまち高速船ターミナルの完成と同時に近鉄道路以東も新たに開通。よって近鉄道路以西と以東で若干景観が異なる。

## 概要
都市計画に基づき、津市中心部の橋内地区を南北に結ぶ国道23号に対し、東西を結ぶ都市軸として開通した。

### 近鉄道路以西
1967年（昭和42年）に開通したため、シンボルのフェニックスが成長している。このフェニックスは八丈島産で、6m間隔で99本植えられている。景観対策として電柱の色が焦げ茶色に配色されている。
津まつり開催時には、三重県道114号上浜高茶屋久居線（なぎさバイパス）以東は歩行者天国となる。

### 近鉄道路以東
高速船ターミナルと同時に造られた為、フェニックスの成長が近鉄道路以西より遅く誰にでもわかる。
街灯にもこだわっており、夜に訪れると日本でないような錯覚になるよう設計されている。

## 交差する通り
- 国道23号（伊勢街道・中町通り）
- 三重県道114号上浜高茶屋久居線（なぎさバイパス）
- 近鉄道路

## 沿線
- 三重会館
- 津市営フェニックス通り立体駐車場
- だいたて商店街 →大門を参照
- ホテルキャッスルイン津
- 贄崎海岸
- ベイシスカ
- 津なぎさまち